# 弗雷德里克·奎因
弗雷德里克·奎因（英語：Frederick Quine，1941年1月4日—），来自昆士兰州，澳大利亚男子曲棍球运动员。他曾代表澳大利亚国家队参加1968年夏季奥林匹克运动会曲棍球比赛，获得一枚银牌。